# 史密森尼 (喬治亞州)
史密森尼（英語：Smithsonia）是位於美國喬治亞州比伯縣的一個非建制地區。該地的面積和人口皆未知。

## 地理
史密森尼的座標為32°48′13″N 83°34′06″W / 32.80361°N 83.56833°W，而該地的平均海拔高度為95米（即312英尺）。